# 广东隔距兰
广东隔距兰（学名：Cleisostoma simondii var. guangdongense）为兰科隔距兰属下的一个变种。

## 扩展阅读
- 维基共享资源上的相關多媒體資源：广东隔距兰
- 維基物種上的相關：广东隔距兰